# Ōharu (Aichi)
Ōharu (大治町 Ōharu-chō?) es un pueblo localizado en la prefectura de Aichi, Japón. En octubre de 2019 tenía una población estimada de 32.318 habitantes y una densidad de población de 4.904 personas por km². Su área total es de 6,59 km².

## Geografía

### Localidades circundantes
- Prefectura de Aichi
  - Ama
  - Nagoya

## Demografía
Según los datos del censo japonés, esta es la población de Ōharu en los últimos años.
| 1995   | 2000   | 2005   | 2010   | 2015   |
| ------ | ------ | ------ | ------ | ------ |
| 24.724 | 27.073 | 28.501 | 29.891 | 30.990 |